# Saint-Isidore
| Saint-Isidore                 |                        |
| Coordenadas: 46°35' N 71°06'W |                        |
| Província                     | Quebec                 |
| Região administrativa         | Chaudière-Appalaches   |
| Incorporado em                | 22 de setembro de 1993 |
| Prefeito                      | Clément Morin          |
|                               |                        |
| Área                          |                        |
| - Cidade                      | 101,18 km², 40,5 mi²   |
| Fuso horário                  | UTC -5                 |
| População (2006)              |                        |
| - Cidade                      | 2.756                  |
| - Densidade                   | 27 hab/km², 68 hab/mi² |

Saint-Isidore é uma municipalidade canadense do conselho municipal regional de La Nouvelle-Beauce, Quebec, localizada na região administrativa de Chaudière-Appalaches. Em sua área de pouco mais de 101 km², habitam cerca de duas mil pessoas.